# Cantone di Aignay-le-Duc
Il Cantone di Aignay-le-Duc era una divisione amministrativa dell'arrondissement di Montbard.
A seguito della riforma approvata con decreto del 18 febbraio 2014, che ha avuto attuazione dopo le elezioni dipartimentali del 2015, è stato soppresso.

## Composizione
Comprendeva i comuni di:
- Aignay-le-Duc
- Beaulieu
- Beaunotte
- Bellenod-sur-Seine
- Busseaut
- Duesme
- Échalot
- Étalante
- Mauvilly
- Meulson
- Minot
- Moitron
- Origny
- Quemigny-sur-Seine
- Rochefort-sur-Brévon
- Saint-Germain-le-Rocheux